# Ouria (Taramundi)
Ouria es un lugar y una parroquia del concejo de Taramundi, en la comarca del Eo-Navia, Principado de Asturias, España.
La parroquia, de 9,77 km² de extensión, se sitúa en el extremo septentrional del término municipal.
El lugar de Ouría se encuentra a 8,2 km de la capital del concejo y está situado a unos 300 metros de altitud sobre el nivel del mar.

## Lugares
La parroquia cuenta con las siguientes entidades de población, con el tipo de población según el Nomenclátor de la Sociedad Asturiana de Estudios Económicos e Industriales, la toponimia asturiana oficial en asturiano y la población según el Instituto Nacional de Estadística:
| Localidad      | Nombre oficial (en eonaviego) | Tipo de población | Habitantes (INE, 2020) |
| El Castro      | O Castro                      | Aldea             | 11                     |
| Chao de Leiras | Chaudeleiras                  | Casería           | 0                      |
| Fabal          | Fabal                         | Aldea             | 14                     |
| Lamisqueira    | A Lamisqueira                 | Aldea             | 4                      |
| Ouria          | Ouria                         | Lugar             | 30                     |
| Tingas         | As Tingas                     | Aldea             | 11                     |
| Villarede      | Villarede                     | Aldea             | 12                     |

### Sitios
- A Acebeira
- O Borde
- O Caminovo
- Campos
- As Cancelas
- A Carballeira
- A Casa de Calzón
- A Casa de Picha
- A Casa de Reigosa
- A Casa do Río
- As Corripas
- A Cruz
- Llandepacios
- As Pedrosas
- As Pruidas
- A Sela d'Entorcisa
- As Tingas de Baxo
- As Tingas de Riba
- A Veiga de Murias